# Satyrium (plante)
Genre
Classification phylogénétique
Satyrium est un genre de la famille des Orchidaceae comptant 150 espèces d'orchidées terrestres d'Afrique, d'Arabie et d'Inde.

## Synonymes
- Diplectrum Pers. (1807)
- Hipporkis Thouars (1809)
- Aviceps Lindl. (1838)
- Satyridium Lindl. (1838)

## Liste d'espèces
- Satyrium aberrans  Summerh. (1996)
- Satyrium aciculare  van der Niet & P.J.Cribb (2006)
- Satyrium acuminatum  Lindl. (1838)
- Satyrium aethiopicum  Summerh. (1958)
- Satyrium afromontanum  la Croix & P.J.Cribb (1993)
- Satyrium amblyosaccos  Schltr. (1915)
- Satyrium amoenum  (Thouars) A.Rich. (1828)
- Satyrium anomalum  Schltr. (1897)
- Satyrium baronii  Schltr. (1897)
- Satyrium bicallosum  Thunb. (1794)
- Satyrium brachypetalum  A.Rich. (1850)
- Satyrium bracteatum  (L.f.) Thunb. (1794)
- Satyrium breve  Rolfe (1898)
- Satyrium buchananii  Schltr. (1897)
- Satyrium candidum  Lindl. (1838)
- Satyrium carsonii  Rolfe (1898)
- Satyrium chlorocorys  Rchb.f. ex Rolfe (1898)
- Satyrium compactum  Summerh. (1966)
- Satyrium comptum  Summerh. (1966)
- Satyrium confusum  Summerh. (1966)
- Satyrium coriophoroides  A.Rich. (1840)
- Satyrium crassicaule  Rendle (1895)
- Satyrium cristatum  Sond. (1846)
- Satyrium ecalcaratum  Schltr. (1916)
- Satyrium elongatum  Rolfe (1898)
- Satyrium fimbriatum  Summerh. (1932)
- Satyrium flavum  la Croix (1993)
- Satyrium foliosum  Sw. (1800)
- Satyrium hallackii  Bolus (1884)
- Satyrium humile  Lindl. (1838)
- Satyrium johnsonii  Rolfe (1898)
- Satyrium kermesinum  Kraenzl. (1901)
- Satyrium kitimboense  Kraenzl. (1914)
- Satyrium ligulatum  Lindl. (1838)
- Satyrium longicauda  Lindl. (1838)
- Satyrium longicolle  Lindl. (1838)
- Satyrium lupulinum  Lindl. (1838)
- Satyrium mechowii  Rchb.f. (1882)
- Satyrium membranaceum  Sw. (1800)
- Satyrium microcorys  Schltr. (1915)
- Satyrium microrrhynchum  Schltr. (1895)
- Satyrium mirum  Summerh. (1966)
- Satyrium miserum  Kraenzl. (1901)
- Satyrium monadenum  Schltr. (1915)
- Satyrium monophyllum  Kraenzl. (1901)
- Satyrium muticum  Lindl. (1838)
- Satyrium neglectum  Schltr. (1895)
- Satyrium neilgherrensis  Fyson (1932)
- Satyrium oliganthum  Schltr. (1915)
- Satyrium orbiculare  Rolfe (1898)
- Satyrium outeniquense  Schltr. (1897)
- Satyrium pallens  S.D.Johnson & Kurzweil (1998)
- Satyrium paludosum  Rchb.f. (1865)
- Satyrium parviflorum  Sw. (1800)
- Satyrium princeae  Kraenzl. (1902)
- Satyrium princeps  Bolus (1888)
- Satyrium pulchrum  S.D.Johnson & Kurzweil (1998)
- Satyrium pygmaeum  Sond. (1846)
- Satyrium retusum  Lindl. (1838)
- Satyrium rhynchanthoides  Schltr. (1915)
- Satyrium rhynchanthum  Bolus (1882)
- Satyrium riparium  Rchb.f. (1865)
- Satyrium robustum  Schltr. (1915)
- Satyrium rostratum  Lindl. (1838)
- Satyrium rupestre  Schltr. (1897)
- Satyrium sceptrum  Schltr. (1915)
- Satyrium schimperi  Hochst. ex A.Rich. (1850)
- Satyrium shirense  Rolfe (1898)
- Satyrium sphaeranthum  Schltr. (1915)
- Satyrium sphaerocarpum  Lindl. (1838)
- Satyrium stenopetalum  Lindl. (1838)
- Satyrium striatum  Thunb. (1794)
- Satyrium trinerve  Lindl. (1838)
- Satyrium volkensii  Schltr. (1897)
- Satyrium welwitschii  Rchb.f. (1865)

## Distribution

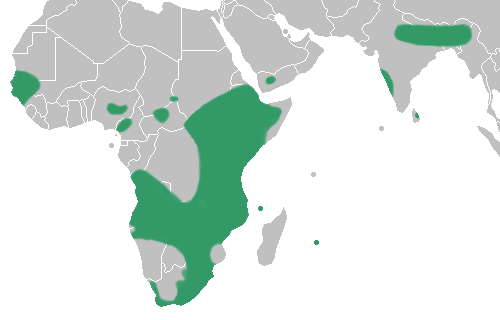
Répartition du genre Satyrium.